# Барашти (Арђеш)
Барашти (рум. Bărăști) насеље је у Румунији у округу Арђеш у општини Чиканешти. Oпштина се налази на надморској висини од 615 m.

## Становништво
Према подацима из 2002. године у насељу је живело 1016 становника, од којих су сви румунске националности.